# 克里克托勒莫孔迪
克里克托勒莫孔迪（法語：Criquetot-le-Mauconduit，法語發音：[kʁikto lə mokɔ̃dɥi]）是法国滨海塞纳省的一个市镇，属于勒阿弗尔区。

## 地理
克里克托勒莫孔迪（49°47'36"N, 0°33'40"E）面积4.12 平方千米，位于法国诺曼底大区滨海塞纳省，该省份为法国北部沿海省份，其西部及北部濒大西洋英吉利海峡，东起顺时针与索姆省、瓦兹省、厄尔省和卡爾瓦多斯省接壤。
与克里克托勒莫孔迪接壤的市镇（或旧市镇、城区）包括：卡努维尔、万维尔、萨斯托勒莫孔迪、特维尔欧马约、维讷梅维尔。

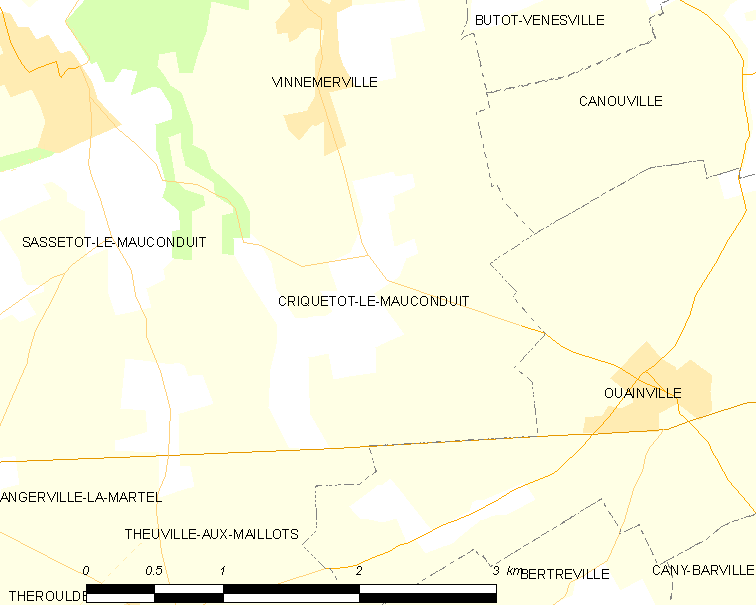
克里克托勒莫孔迪的OSM定位图

克里克托勒莫孔迪的时区为UTC+01:00、UTC+02:00（夏令时）。

## 行政
克里克托勒莫孔迪的邮政编码为76540，INSEE市镇编码为76195。

## 政治
克里克托勒莫孔迪所属的省级选区为费康县。

## 人口

1962-2008年间克里克托勒莫孔迪人口变化图示

克里克托勒莫孔迪于2022年1月1日时的人口数量为195人。